# Майдин, Шамсул
Шамсул Майдин (англ. Shamsul Maidin; род. 16 апреля 1966, Сингапур) — сингапурский футбольный арбитр.
Арбитр ФИФА, судит международные матчи с 1996 года.
Является профессиональным физиотерапевтом.

## Карьера
Был одним из арбитров розыгрыша финальной стадии чемпионата мира — 2006 в Германии. На нём он отсудил 3 поединка. В 2005 году рефери работал на Кубке Конфедераций.
На чемпионате мира 2010 года в ЮАР входил в судейский комитет.
Шамсул Майдин принимал участие в азиатских Кубках АФК 1996, 2000 и 2004 годов, а также в молодёжном чемпионате мира по футболу 2001 и 2003 годов, в Кубке Конфедераций ФИФА 2005 года и чемпионате мира по футболу 2006 года. Он также был единственным неафриканским судьей на Кубке Африканских наций 2006 года.